# On Every Street
On Every Street je šesti i posljednji studijski album britanskog rock sastava Dire Straits, izdan 1991. godine.

## Povijest
Posljednji studijski album Dire Straitsa izdan je u rujnu 1991. godine, i iako nije bio uspješan kao njihov prethodni album Brothers in Arms, uspio se prodati u preko osam milijuna primjeraka. U Europi se album prodao u šest milijuna primjeraka, a u SAD-u u samo milijun primjeraka. Recenzije albuma On Every Street nakon njegova izdavanja su bile miješane. Na albumu je svirao američki bubnjar Jeff Porcaro iz sastava Toto (jer je bubnjar Terry Williams napustio grupu prije dvije godine).   
Dire Straitsi su promovirali album putem naporne svjetske turneje koja je trajala do kraja 1992. godine. Nakon što je grupa raspuštena 1995. godine, Mark Knopfler je započeo solo karijeru i 1996. godine izdao svoj debitantski album Golden Heart.
Album je digitalno obrađen i izdan 1996. godine s ostatkom kataloga Dire Straitsa u većini zemalja izvan SAD-a. Tamo je pušten u prodaju tek 19. rujna 2000. godine.

## Popis pjesama
Sve pjesme je napisao Mark Knopfler.
1. "Calling Elvis" – 6:26
2. "On Every Street" – 5:04
3. "When It Comes to You" – 5:01
4. "Fade to Black" – 3:50
5. "The Bug" – 4:16
6. "You and Your Friend" – 5:59
7. "Heavy Fuel" – 5:10
8. "Iron Hand" – 3:09
9. "Ticket to Heaven" – 4:25
10. "My Parties" – 5:33
11. "Planet of New Orleans" – 7:48
12. "How Long" – 3:49

### Bonus pjesme u ograničenom izdanju
1. "Millionaire Blues" - 4:22
2. "Kingdom Come" - 4:15

## Osoblje
- Mark Knopfler - gitara, vokali
- Alan Clark - klavijature
- Guy Fletcher - klavijature, prateći vokali
- John Illsley - bas-gitara

### Dodatno osoblje
- Danny Cummings - udaraljke
- Paul Franklin - steel gitara
- Vince Gill - gitara, prateći vokali (na pjesmi "The Bug")
- Manu Katché - udaraljke, bubnjevi
- George Martin - dirigent
- Phil Palmer - gitara
- Jeff Porcaro - bubnjevi, udaraljke
- Chris White - saksofon, flauta

### Produkcija
- Mark Knopfler, Dire Straits - producenti
- Chuck Ainlay, Bill Schnee - inženjeri
- Steve Orchard, Jack Joseph Puig, Andy Strange - pomoćnici inženjera
- Neil Dorfsman, Bob Clearmountain - miksanje
- Jo Motta - koordinator projekta
- Sutton Cooper, Paul Cummins - dizajn

## Glazbene liste
Album On Every Street je proveo 36 tjedana na glazbenoj listi Ujedinjenog Kraljevstva.

### Album
| Godina | Glazbena lista         | Pozicija |
| ------ | ---------------------- | -------- |
| 1991.  | Australija             | 1.       |
| 1991.  | Austrija               | 1.       |
| 1991.  | Italija                | 1.       |
| 1991.  | Norveška               | 1.       |
| 1991.  | Švedska                | 1.       |
| 1991.  | Švicarska              | 1.       |
| 1991.  | Ujedinjeno Kraljevstvo | 1.       |
| 1991.  | SAD                    | 12.      |

### Singlovi
| Godina | Pjesma              | Australija | Austrija | Nizozemska | Francuska | Italija | Norveška | Švedska | Švicarska | Ujedinjeno Kraljevstvo |
| ------ | ------------------- | ---------- | -------- | ---------- | --------- | ------- | -------- | ------- | --------- | ---------------------- |
| 1991.  | Calling Elvis       | #8         | #8       | -          | #7        | #3      | #2       | #6      | #2        | #21                    |
| 1991.  | Heavy Fuel          | #26        | -        | -          | #32       | #22     | -        | -       | -         | #55                    |
| 1992.  | On Every Street     | -          | -        | -          | #23       | -       | -        | -       | -         | #42                    |
| 1992.  | The Bug             | -          | -        | -          | #44       | -       | -        | -       | -         | #67                    |
| 1992.  | You and Your Friend | -          | -        | -          | #49       | -       | -        | -       | -         | -                      |
| 1994.  | Ticket to Heaven    | -          | -        | #43        | -         | -       | -        | -       | -         | -                      |